# Wolfertschwendener Steige

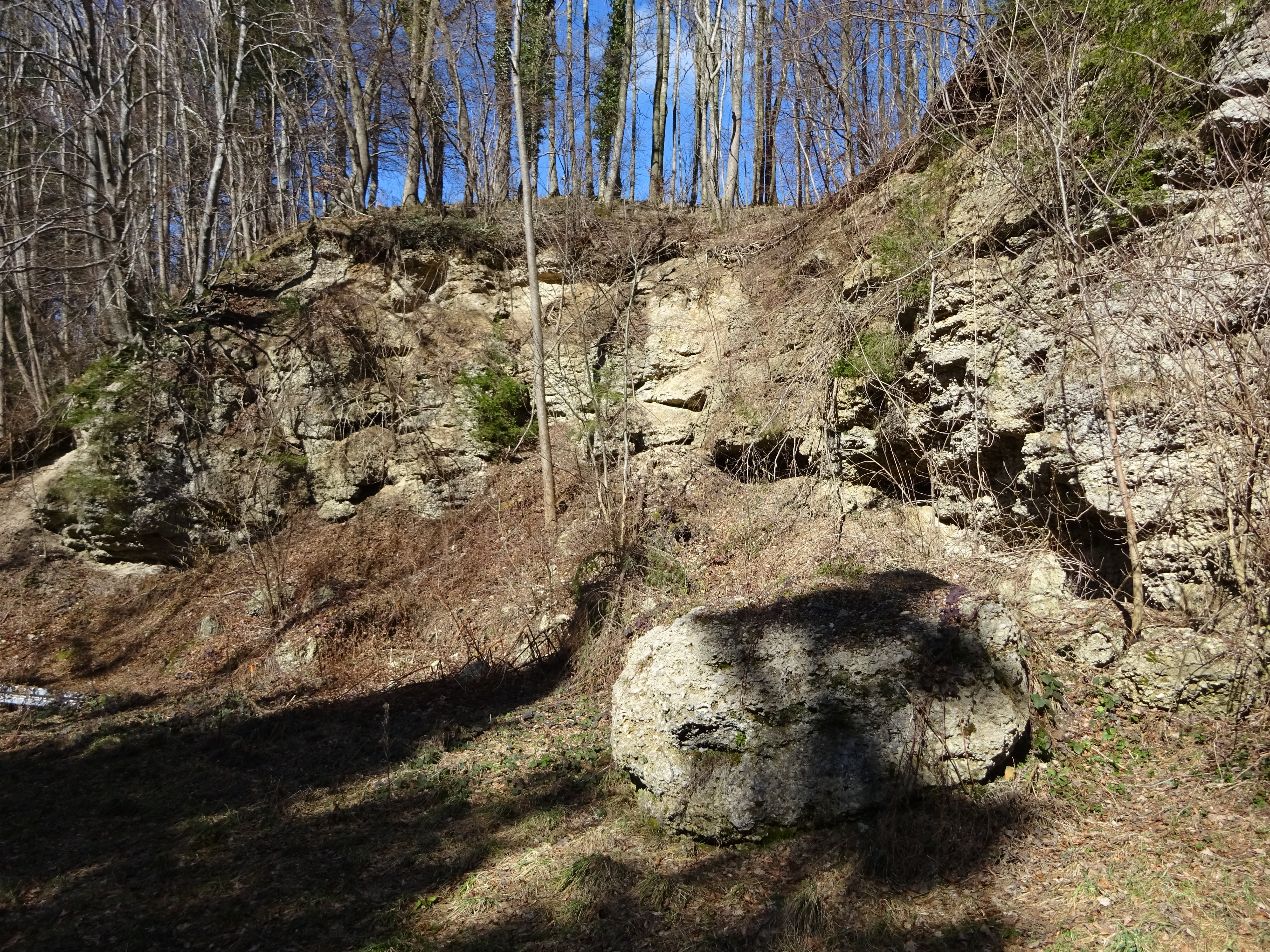
Aufschluss an der Wolfertschwendener Steige

Die Wolfertschwendener Steige, im Landkreis Unterallgäu (Bayern) ist ein eingetragenes Geotop mit der Nummer 778A002 auf dem Gebiet der Gemeinde Wolfertschwenden, östlich des Ortes gelegen. Der Aufschluss befindet sich im oberen Bereich eines Westhanges auf einer Höhe von 770 m ü. NN an der Kreisstraße MN 18 von Wolfertschwenden nach Böhen und liegt am Übergang der Naturräume des Unteren Illertales zu den Iller-Lech-Schotterplatten, in der geologischen Raumeinheit der Iller-Lech-Region.
Entstanden ist der Aufschluss durch Kiesabbau und zeigt an den Bruchwänden konglomerierte Schotter und teils wenig ausgeprägte geologische Orgeln. Der Schotter des Geotops enthält nahezu nur Kalk- und Dolomitgerölle, welche schlecht gerundet sind. Der Deckenschotter stammt aus dem Unterpleistozän. Der Aufschluss erstreckt sich mit 30 Metern Länge, 10 Metern Breite und 8 Metern Höhe, auf einer Fläche von 300 Quadratmetern. Das durch Sanierungsarbeiten an der Kreisstraße Anfang der 2010er Jahre beeinträchtigte, nicht geschützte, Geotop wird als geowissenschaftlich bedeutend eingestuft und ist in der Region nur selten vorhanden.